# FC Santa Claus
Der FC Santa Claus ist ein finnischer Fußballverein aus Rovaniemi, der derzeit in der Nelonen, der sechsten Liga des Landes spielt. Der Verein spielte insgesamt 14 Spielzeiten in der dritten Liga und nahm sechsmal am finnischen Pokal teil. Im Jahr 1994 gewann FC Santa Claus die Midnattsolscupen.
Der Name geht auf die Legende zurück, dass Rovaniemi in Finnland die Heimatstadt des Weihnachtsmanns ist.

## Geschichte
Der FC Santa Claus wurde 1992 durch die Fusion der beiden Vereine Rovaniemen Lappi (RoLa) und Rovaniemen Reipas (RoRe) in Rovaniemi gegründet. Zum Zeitpunkt der Fusion spielten beide Klubs in der 3. Liga, wodurch der FC Santa Claus ab der Saison 1993 in der Kakkonen startberechtigt war. In seiner Premierensaison belegte der Verein in der Nordstaffel den dritten Platz. Außerdem nahm der FC Santa Claus erstmals am Suomen Cup, dem höchsten nationalen Pokalwettbewerb Finnlands, teil, und schied in der vierten Runde im Elfmeterschießen gegen Kemin Palloseura aus.
Im Juli 1994 nahm der FC Santa Claus am Midnattsolscupen, einem jährlichen Fußballturnier im Tornedalen in Nordschweden, teil und konnte das Turnier gewinnen. Auch im Suomen Cup war der Verein erfolgreich: Er erreichte das Viertelfinale, scheiterte dort jedoch mit 0:4 an Ilves Tampere – bis heute die beste Leistung des Klubs in diesem Wettbewerb. In der Liga belegte der FC Santa Claus den siebten Platz.
Im Juli 1997 reiste der englische Premier-League-Klub Crystal Palace im Rahmen seiner Sommervorbereitung nach Finnland und bestritt Testspiele gegen lokale Teams wie JJK Jyväskylä, Kuopio Kings und Tervarit Oulu. Den Höhepunkt der Tour bildete am 15. Juli ein Freundschaftsspiel gegen den FC Santa Claus, das vor 5.000 Zuschauern stattfand. Crystal Palace dominierte die Partie und gewann souverän mit 5:0.
Ein Jahr später, im August 1998, reiste ein weiterer englischer Klub nach Lappland: Nottingham Forest. In einem Freundschaftsspiel setzte sich der damalige Premier-League-Verein eindrucksvoll mit 13:0 gegen den FC Santa Claus durch. Trotz der deutlichen Niederlage verfolgten über 2.000 Zuschauer die Begegnung.
1999 geriet der FC Santa Claus mit nur 23 Punkten aus 22 Ligaspielen erstmals in Abstiegsgefahr und belegte den zehnten Platz von zwölf Teams. Obwohl der Verein im Jahr 2000 mit einem achten Platz knapp über dem direkten Abstiegsrang landete, zog man sich dennoch in die viertklassige Kolmonen zurück. Ob sportlich oder freiwillig ist nicht bekannt.
In der ersten Saison in der Kolmonen 2001 erreichte der FC Santa Claus direkt den ersten Platz in seiner Staffel, scheiterte jedoch in den Playoffs um den Aufstieg. In den Jahren 2002 und 2004 wurde der Verein jeweils Staffelzweiter.
2008 kehrte der FC Santa Claus nach langer Zeit in den Suomen Cup zurück, schied jedoch in der vierten Runde knapp mit 0:1 gegen Vaasan PS aus. In der Liga lief es hingegen hervorragend: Der Klub holte in 20 Spielen der Kolmonen-Staffel Nordfinnland 48 Punkte und stieg als Erstplatzierter wieder in die dritte Liga auf.
2010 spielten die Rot-Weißen eine der besten Saisons ihrer Vereinsgeschichte und wurden mit 51 Punkten Staffelmeister der Gruppe C. Dadurch qualifizierte sich der FC Santa Claus für die Aufstiegs-Playoffs. Im ersten Spiel am 17. Oktober besiegte der Verein Ilves Tampere mit 5:3. Im entscheidenden Duell gegen HIFK Helsinki, das den Aufstieg in die Ykkönen, die zweithöchste finnische Liga, hätte ermöglichen können, unterlag der FC Santa Claus jedoch und verblieb somit in der 3. Liga.
2012 rettete sich der FC Santa Claus mit einem achten Platz knapp vor den Abstiegsrängen, geriet jedoch aufgrund von Schulden in Höhe von 20.000 bis 30.000 Euro in finanzielle Schwierigkeiten und meldete Insolvenz an. Infolgedessen zog sich der Verein aus der Kakkonen zurück und wurde unter dem neuen Namen FC Santa Claus Arctic Circle neu gegründet.
Der Antrag des neu gegründeten Klubs auf Rückkehr in die Kakkonen wurde vom finnischen Fußballverband abgelehnt. Begründet wurde dies damit, dass der neue Verein die Schulden des ursprünglichen FC Santa Claus nicht übernommen hatte. Daraufhin legte der Klub Berufung ein und erklärte sich bereit, die Schulden aus allen sportlichen Abteilungen des alten Vereins zu übernehmen – mit Ausnahme der Bingo-Abteilung, die als Hauptverantwortliche für die Insolvenz angesehen wurde. Schließlich kehrte der Verein in die vierte Liga zurück.
2015 gelang dem FC Santa Claus nach zwei Jahren in der vierten Liga der Wiederaufstieg in die Kakkonen (3. Liga). Allerdings geriet der Verein erneut in finanzielle Schwierigkeiten, konnte diese jedoch durch einjährige Partnerschaften mit EA Sports und Puma abwenden. In der darauffolgenden Saison wurde Nike ihr Trikothersteller, und 2016 schloss der Klub eine Kooperation mit dem chinesischen Wettanbieter Bewin Sports, sowie dessen CEO Marc Gao, der später auch Vizepräsident des Vereins wurde.
Die Saison 2016 erwies sich als äußerst schwierig: Nach dem Abgang mehrerer erfahrener Spieler stieg der Verein wieder in die vierte Liga ab. In 22 Spielen holte der FC Santa Claus lediglich acht Punkte aus zwei Siegen und zwei Unentschieden und kassierte dabei 102 Gegentore. Eine der schwersten Niederlagen war ein 0:16 gegen AC Kajaani. Aufgrund von Verletzungsproblemen konnte der Klub in diesem Spiel nur 11 Spieler aufstellen, darunter drei Torhüter, von denen zwei als Feldspieler aushelfen mussten.
Auf Anordnung eines chinesischen Sponsors reiste der FC Santa Claus 2016 nach Peking, um an Heiligabend ein Freundschaftsspiel gegen eine Gruppe chinesischer Prominenter, die „China Doubi All-Stars“, zu bestreiten, das der Verein gewann. Im folgenden Jahr kehrten sie erneut nach China zurück, wo sie in einem weiteren Freundschaftsspiel gemeinsam mit den ehemaligen Nationalspielern Alessandro Del Piero und Michael Owen auftraten.
2018 stieg der FC Santa Claus in die Nelonen, die fünfte Liga Finnlands, ab und 2020 wurde der FC Santa Claus AC aufgelöst. Einige Spieler entschieden sich jedoch, den Verein inoffiziell weiterzuführen, indem sie ein Team in einer 8-gegen-8-Freizeitliga anmeldeten, die vom Schiedsrichterverband von Rovaniemi organisiert wurde.
2021 kehrte der Klub unter dem Namen FC Santa Claus Juniorit zurück und spielt seither in der sechsten Liga. Am 24. Oktober 2024 gab der Verein auf Instagram bekannt, dass er sich ab der Saison 2025 wieder in FC Santa Claus benennt.

## Pokalhistorie
| Jahr    | Runde         | Gegner                  | Ergebnis              |
| ------- | ------------- | ----------------------- | --------------------- |
| 1993    | 4. Runde      | Kemin Palloseura        | 1:1 n. V. (3:5 i. E.) |
| 1994    | 4. Runde      | Oulun Palloseura        | 0:2                   |
| 1994    | 5. Runde      | Vaasan PS               | 2:1                   |
| 1994    | 6. Runde      | FF Jaro                 | 1:0                   |
| 1994    | 7. Runde      | IF Närpes Kraft         | 4:3 n. V.             |
| 1994    | Viertelfinale | Ilves Tampere           | 0:4                   |
| 1995    | 5. Runde      | Oulun Palloseura        | 4:2                   |
| 1995    | 6. Runde      | TP-Seinäjoki            | 1:0                   |
| 1996    | 4. Runde      | Oulun Tarmo             | 0:1                   |
| 1996    | 5. Runde      | Kajaanin Haka           | 1:3                   |
| 1997    | 3. Runde      | Kajaanin Haka           | 0:0 n. V. (7:6 i. E.) |
| 1997    | 4. Runde      | Rovaniemen Kanuunat     | 1:4                   |
| 1997    | 5. Runde      | Tervarit Oulu           | 3:1                   |
| 1998    | 4. Runde      | Haukiputaan Pallo       | 1:4                   |
| 1998    | 5. Runde      | Kings SC Kuopio         | 4:2                   |
| 2008    | 2. Runde      | FC Tarmo                | 0:3                   |
| 2008    | 3. Runde      | Kaustisen Pohjan-Veikot | 0:4                   |
| 2008    | 4. Runde      | Vaasan PS               | 0:1                   |
| 2009    | 4. Runde      | Kaustisen Pohjan-Veikot | 2:7                   |
| 2009    | 5. Runde      | Real Kokkola            | 2:1                   |
| 2010    | 3. Runde      | Rovaniemi PS            | 1:3 n. V.             |
| 2011    | 4. Runde      | AC Kajaani              | 0:0 n. V. (2:4 i. E.) |
| 2011    | 5. Runde      | Gamlakarleby BK         | 4:3 n. V.             |
| 2012    | 4. Runde      | Haukiputaan Pallo       | 0:4                   |
| 2012    | 5. Runde      | Mikkelin Palloilijat    | 3:4                   |
| 2011    | 3. Runde      | PK-37 Iisalmi           | 1:2                   |
| 2016/17 | 2. Runde      | JS Hercules Oulu        | 1:0                   |
| 2016/17 | 3. Runde      | Tornion Pallo-47        | 2:0                   |
| 2019    | 1. Runde      | Tervarit Oulu Junioren  | 2:6                   |
| 2023    | Vorrunde      | Haukiputaan Pallo       | 2:4                   |
| 2024    | 1. Runde      | Kemin Palloseura        | 2:3                   |

## Andere Mannschaften

### Reserve
Der FC Santa Claus Reserve nahm 2014 erstmals in der Nelonen, der fünfthöchsten Spielklasse des Landes. 2015 erreichte die Reserve den ersten Platz und stieg in die Kolmonen, die vierte Liga, auf. Dort belegten die Junioren jedoch den zweitletzten Platz, was den Abstieg zur Folge hatte. Von 2018 bis 2023 wurde der Betrieb der Reserve eingestellt, und der Verein kehrte erst 2024 in die Vitonen, die siebte Liga, zurück.

### Junioren
Der FC Santa Claus Junior wurde 1994 unter dem Namen FC Lynx gegründet. 2013 wurde der Verein in FC Santa Claus Juniorit umbenannt, nachdem er eine Partnerschaft mit den beiden Vereinen aus Rovaniemi (FC Santa Claus AC und RoPs) eingegangen war.
Ab 2017 gründete der Juniorclub eine Partnerschaft mit Football Development Schools und dem englischen Verein West Brom.

### Frauen
Der FC Santa Claus gründete 2016 eine Frauenmannschaft, die sich derzeit in der Naisten Kolmonen (4. Liga) befindet.

## Erfolge

### Profis
Meisterschaft der Kakkonen (3. Liga): 2010
Meisterschaft der Kolmonen (4. Liga): 2001, 2008, 2014
Midnattsolscupen-Pokal (1): 1994

### Reserve
Meisterschaft der Nelonen (5. Liga): 2015

## Bekannte Spieler
Tero Taipale stand von 1994 bis 1997 in 74 Spielen für Santa Claus auf den Platz und ist mit 28 erzielten Treffern der Rekordspieler des Vereins.
- Ricardo Friedrich  – 2015–2016 (Leihe)
- Michael Ibiyomi  – 2015 (Leihe)
- Thomas Götzl  – 2011 (Leihe)
- Janne Hietanen  – 2014
- Tomas Hradecký  – 2015 (Leihe)
- Jarkko Luiro  – 2015–2016
- Jussi Niska  – 201? (Junioren)
- Ransford Osei  – 2016 (Leihe)
- Vilim Posinkovic  – 2012 (Leihe)
- Simo Roiha  – 2011–2012; 2015–2016 (Leihe)
- Kari-Pekka Syväjärvi -  – 2010–2012; 2015
- Tero Taipale  – 1994–1997

## Stadion
Die Heimspielstätte des Vereins ist das Rovaniemen Keskuskenttä, das eine Kapazität von 4768 Zuschauern bietet. Das Stadion wird von mehreren Teams genutzt, darunter Rovaniemi PS aus der Veikkausliiga (1. Liga) und dessen Reservemannschaft sowie Rovaniemi United FC und RoPo.